# John Diehl
John Diehl, född 1 maj 1950 i Cincinnati, Ohio, USA, är en amerikansk skådespelare. Han är mest för rollen som undercover-polisen Larry Zito i TV-serien Miami Vice.

## Biografi
Under 1980-talet och fram till början på 2000-talet har Diehl haft småroller en ängs småroller i långfilmer och TV-serier. 
Diehl spelade 2004 mot Michelle Williams i Wim Wenders Land of Plenty. Filmen handlar om vietnamveteranen Paul som efter 11 september-attackerna blir helt paranoid och börjar att spionera på araber och personer med arabiskt utseende. Hans niece Lana har nyss kommit hem från en resa i Palestina.
2009 medverkar Diehl i filmen Drifter: Henry Lee Lucas, som handlar om seriemördaren Henry Lee Lucas.

## Rollfiguren Larry Zito
I Miami Vice spelar Diehl Miami-polisen Larry Zito som ofta är ute på spaningsuppdrag. Han och hans partner Stan Switek (Michael Talbott) kör vanligtvis runt i en van som fungerar som sambandscentral under de olika uppdragen. I tredje säsongens tolfte avsnitt ("Down for the Count: Part 1") dör Larry Zito av en överdos.

## Filmografi (urval)
- 1981 – Flykten från New York
- 1981 – Lumparkompisar
- 1981 – Spanarna på Hill Street (TV-serie) (1 avsnitt)
- 1983 – Cagney och Lacey (TV-serie) (1 avsnitt)
- 1983 – Ett päron till farsa!
- 1984 – Hunter (TV-serie) (1 avsnitt)
- 1984–1987 – Miami Vice (TV-serie) (56 avsnitt)
- 1987 – Hanoi Hilton
- 1989 – Maktkamp på Falcon Crest (TV-serie) (1 avsnitt)
- 1989 – Skönheten och odjuret (TV-serie) (1 avsnitt)
- 1993 – Falling Down
- 1993 – Gettysburg
- 1994 – Klienten
- 1994 – Lagens änglar (TV-serie) (2 avsnitt)
- 1994 – Stargate
- 1995 – Nixon
- 1996 – Cityakuten (TV-serie) (1 avsnitt)
- 1996 – Foxfire
- 1996 – Juryn – A Time to Kill
- 1997 – Con Air (okrediterad)
- 1997 – Fire Down Below
- 1997 – Nash Bridges (TV-serie) (1 avsnitt)
- 1998 – Kameleonten (TV-serie) (1 avsnitt)
- 1999 – På heder och samvete (TV-serie) (1 avsnitt)
- 2000–2002 – Vita huset (TV-serie) (2 avsnitt)
- 2001 – Jurassic Park III
- 2001 – Pearl Harbor
- 2002 – På spaning i New York (TV-serie) (1 avsnitt)
- 2002 – The Guardian (TV-serie) (1 avsnitt)
- 2002–2005 – The Shield (TV-serie) (9 avsnitt)
- 2003 – Brottskod: Försvunnen (TV-serie) (1 avsnitt)
- 2005–2006 – Point Pleasant (TV-serie) (7 avsnitt)
- 2005 – Strong Medicine (TV-serie) (1 avsnitt)
- 2007 – Cold Case (TV-serie) (1 avsnitt)
- 2007 – Jericho (TV-serie) (1 avsnitt)
- 2009 – Friday Night Lights (TV-serie) (2 avsnitt)
- 2011 – Rizzoli & Isles (TV-serie) (1 avsnitt)
- 2012 – Scandal (TV-serie) (1 avsnitt)
- 2014 – Almost Human (TV-serie) (1 avsnitt)